# Statue de Jan van Riebeeck
La statue de Jan van Riebeeck située sur Heerengracht Street au centre de la ville du Cap, Cap-Occidental en Afrique du Sud, rend hommage à Jan van Riebeeck (1619-1677), administrateur néerlandais qui fonda en 1652 au Cap, pour le compte de la Compagnie néerlandaise des Indes orientales, la première implantation européenne en Afrique du Sud. Commandée, financée et offerte par  Cecil Rhodes à la ville du Cap, la statue fut sculptée par John Tweed et érigée près du bord du mer du Cap en mai 1899.

## Descriptif

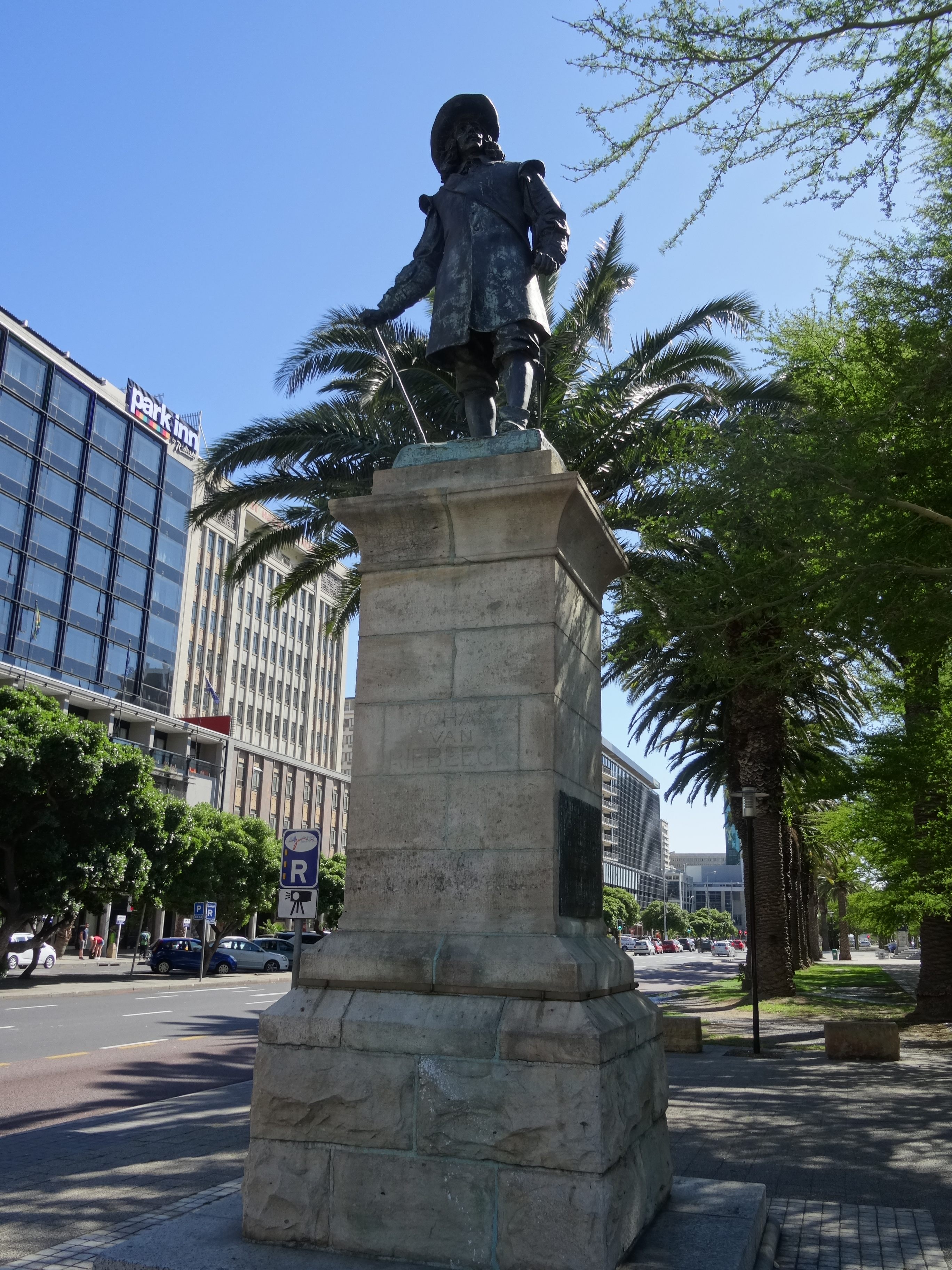
La statue de Jan van Riebeeck sur son piédestal

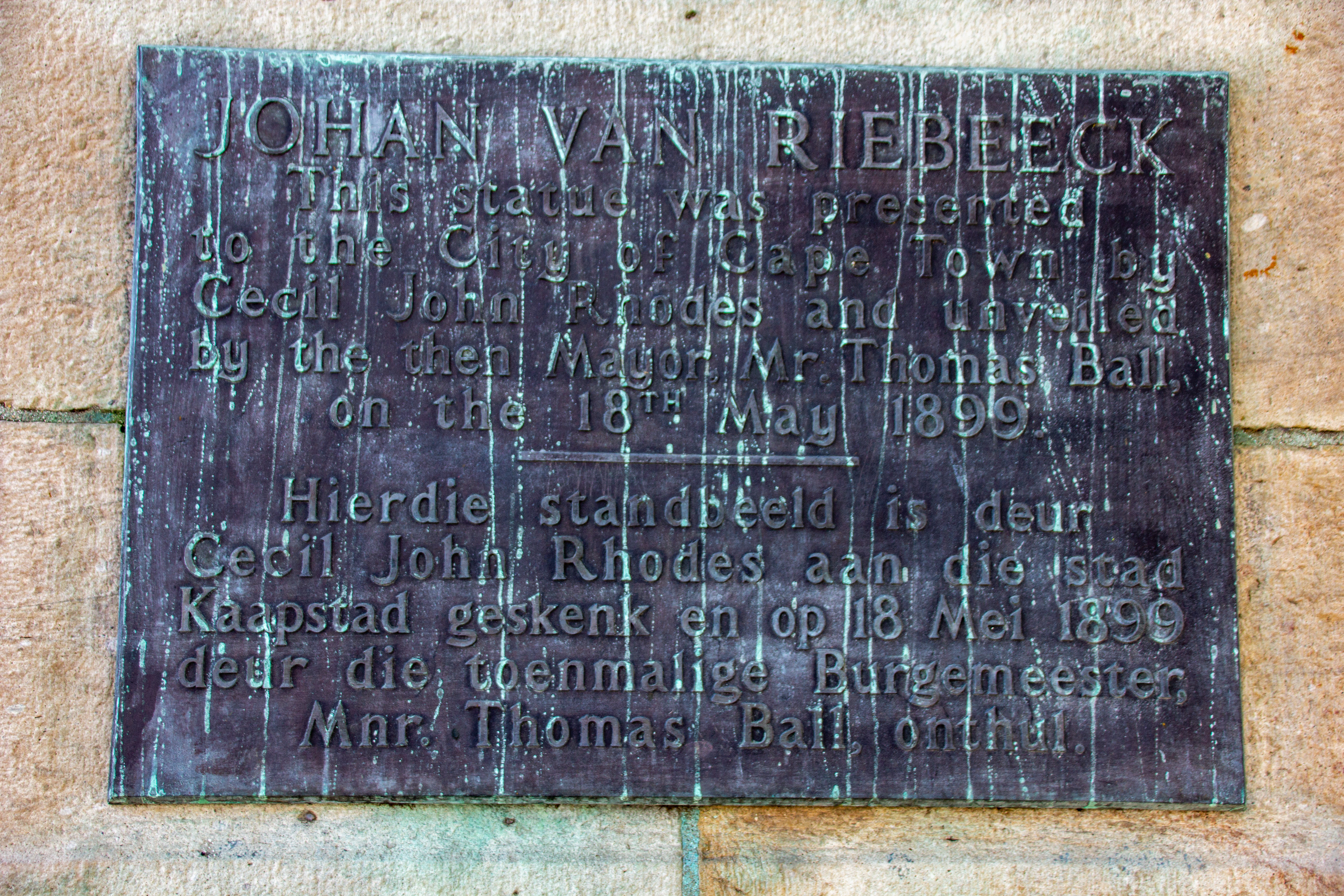
Plaque en bronze mentionnant le don de la statue par Cecil Rhodes à la ville du Cap et son inauguration le 18 mai 1899 par le maire du Cap, Thomas Ball

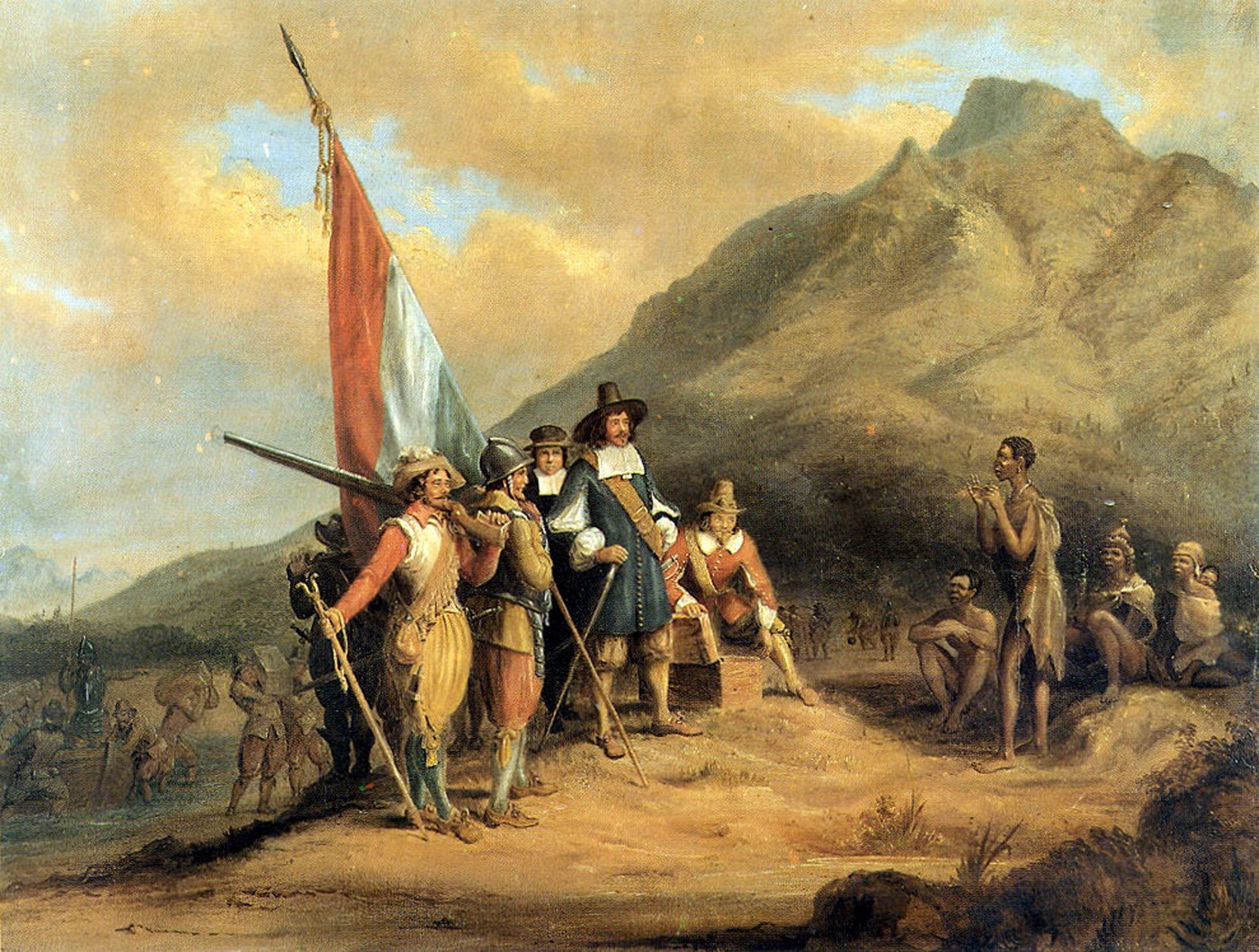
Jan van Riebeeck arrivant au Cap (œuvre de Charles Davidson Bell)

Juchée sur un haut piédestal, la statue représente Jan van Riebeeck d'après la peinture de Charles Davidson Bell (1813-1882) représentant son arrivée dans la baie de la Table en avril 1652.
La statue est orientée vers la montagne de la Table, le dos tourné à la mer.

## Localisation
À l'origine, la statue était située à l'entrée de la promenade sur la jetée du Cap (1910-1939), sur un petit terre-plein face à Heerengracht Street. À la suite de la rénovation urbaine des années 1940 et 1950, marquée par la suppression de la jetée et l'extension du Cap sur la mer (quartier du foreshore), la statue, toujours située au même endroit sur Heerengracht Street, se retrouve sur une allée centrale ombragée, face à un grand rond-point lequel est orné en son centre d'un grand bassin et de fontaines. De l'autre côté du rond-point, la rue devient Adderley Street et mène vers les jardins de la compagnie.

## Historique
Commandée par Cecil Rhodes en 1896, sculptée par John Tweed, la statue en bronze du père fondateur de la ville du Cap, Jan van Riebeeck, fut inaugurée par le maire du Cap et dévoilée près du bord de mer du Cap, au début de Adderley Street, le 18 mai 1899. Elle marque alors la volonté de Rhodes de se rapprocher des sud-africains de langue néerlandaise, en particulier ceux de l'Afrikaner Bond.
Cependant, trop lié à la colonisation néerlandaise et britannique, la figure de Jan van Riebeeck n'est pas encore au centre de la construction, alors en cours, de l'historiographie afrikaner. Sa statue n'est alors seulement qu'un ornement du Cap, situé à l'entrée de la promenade de la jetée du Cap (inaugurée en 1910).
Le 7 avril 1921, sous l'impulsion d'une association culturelle, l'Algemeen Nederlands Verbond (ANV), le conseil municipal du Cap rend pour la première fois un hommage officiel à Jan van Riebeeck en organisant une cérémonie de dépôt de gerbes au pied de sa statue d'Adderley Street, en présence du maire mais aussi de plusieurs ministres du gouvernement. La figure de Riebeeck prend alors place au centre de l'histoire afrikaner, plus particulièrement, pour marquer les débuts de l'histoire des Afrikaners et de l'Afrique du Sud. Son arrivée au Cap devient ainsi l'acte fondateur de la nation et dès lors, les cérémonies aux pieds de la statue sont périodiques. En 1938, lors des cérémonies du centenaire du Grand Trek (Eeufees), la statue est le point de départ symbolique des reconstitutions de la grande migration des Boers (alors qu'historiquement, ils étaient partis du cap-oriental). Jan van Riebeeck est alors au commencement de l'histoire de l'Afrique du Sud et au centre du nationalisme afrikaner.
En 1939, la jetée du bord de mer est promise à la démolition. Tout le quartier du port doit être reconstruit notamment par la construction de terrains gagnés sur la mer. Dans le plan de rénovation urbaine (réalisée au cours des années 40 et 50), la statue n'est pas déplacée mais elle n'est plus située en bord de mer mais en pleine terre ferme, sur Heerengracht street, le prolongement vers la mer de Adderley Street.
En 1945, à la suite du succès répété des commémorations périodiques se déroulant devant la statue, le Conseil municipal institue une Journée Van Riebeeck.
En 1952, à l'occasion du tricentenaire de la fondation du Cap, la statue de son épouse, Marie de la Queillerie, réalisée par le sculpteur néerlandais Dirk Wolbers (1890-1957), est offerte à la ville du Cap par le gouvernement des Pays-Bas. D'abord érigée dans les jardins de la galerie d'art national, elle est déplacée et érigée le 2 octobre 1954 au côté de la statue de Jan van Riebeeck en présence du prince Bernhard des Pays-Bas.
En 2002, les festivités prévues par la municipalité pour le 350ème anniversaire du Cap, qui incorporaient des dépôts de gerbe devant la statue de Jan van Riebeeck, sont finalement ajournées.

### Époque contemporaine

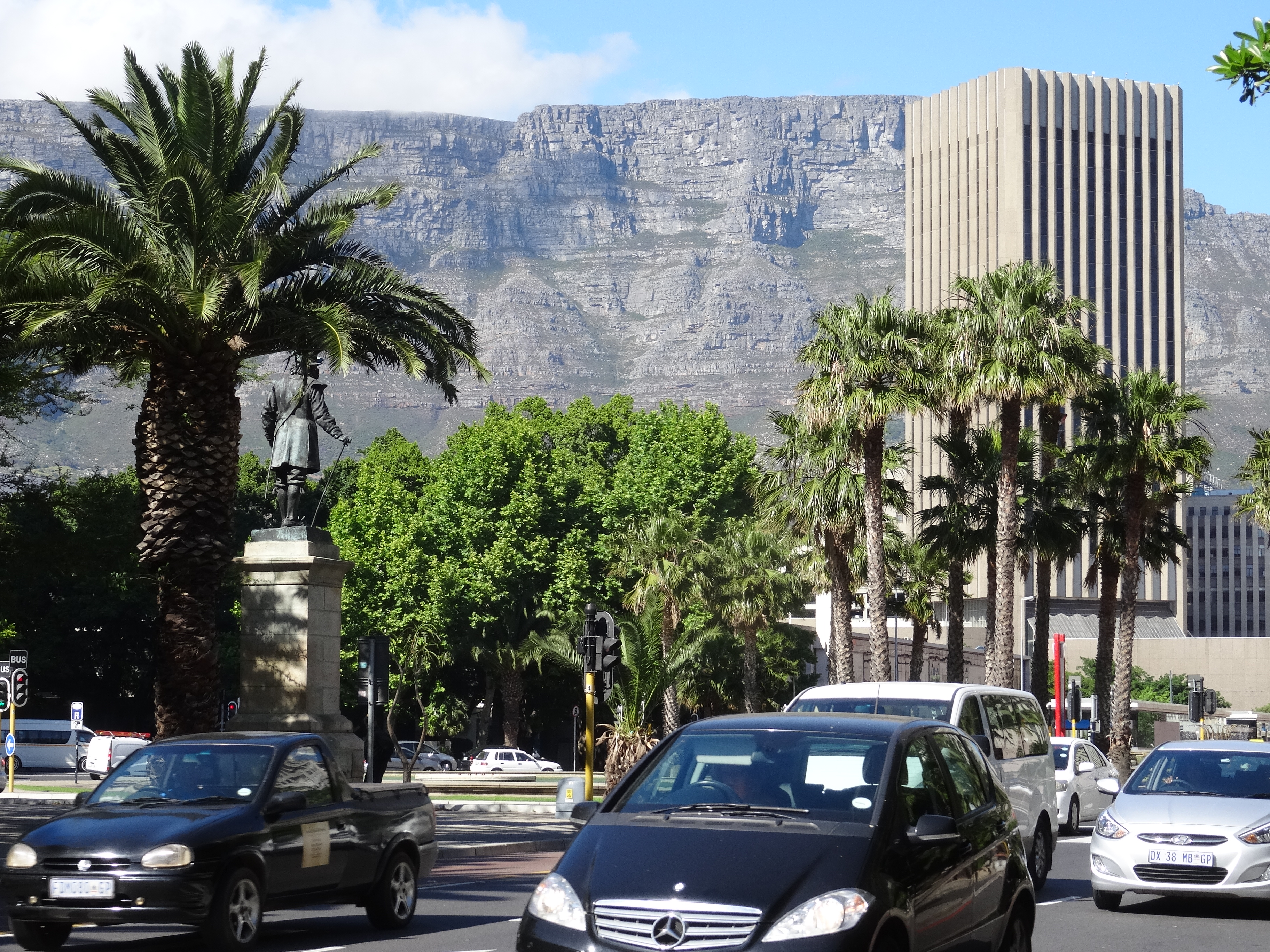
La statue de Jan van Riebeeck fait face à la montagne de la Table et à Adderley Street

A l'instar de nombreux monuments sud-africains représentatifs de l'histoire des Blancs d'Afrique du Sud, le  maintien sur son site actuel de la statue de Jan van Riebeeck est remis en question par les mouvements panafricanistes tels que celui de Julius Malema au motif qu'elle aurait été un symbole de l'apartheid et plus généralement de la domination blanche sur l'Afrique du Sud.